# Megan Easy
Megan Colleen Easy, född Hodge 15 oktober 1988 i Saint Thomas i Amerikanska Jungfruöarna, är en amerikansk volleybollspelare. Hodge blev olympisk silvermedaljör i volleyboll vid sommarspelen 2012 i London. Hon avslutade sin spelarkarriär 2021.